# Botanische Abhandlungen und Beobachtungen
Botanische Abhandlungen und Beobachtungen (abreviado Bot. Abh. Beobacht.) es un libro con ilustraciones y descripciones botánicas que fue escrito por el médico y naturalista alemán Albrecht Wilhelm Roth y publicado en Núremberg en el año 1787.